# Pedro Iznaga
Pedro Iznaga Ortíz (11 agosto 1986) è un pallavolista cubano, di ruolo schiacciatore.

## Carriera

### Club
La carriera di Pedro Iznaga inizia nella formazione provinciale del Camagüey, dove gioca fino al 2009.
Dopo due anni di inattività, lascia Cuba per giocare legalmente all'estero: nella stagione 2009-10 approda nella Superliga brasiliana, dove milita per due annate nel GRER di Araçatuba, vincendo un Campionato Paulista. Nei tre campionati seguenti si reca prima in Bahrein, dove difende i colori dell'Al-Muharraq e poi in Arabia Saudita, dove gioca per l'Al-Hilal, per fare infine ritorno all'Al-Muharraq.
Nella stagione 2015 gioca nella Liga de Voleibol Superior Masculino coi Changos de Naranjito, dove tuttavia milita solo per qualche settimana.

### Nazionale
Entra a far parte prima della nazionale Under-21, vincendo la medaglia di bronzo al campionato mondiale 2005, e poi della nazionale maggiore, con la quale nel 2007 vince il bronzo ai XV Giochi panamericani, alla Coppa America e al campionato nordamericano.

## Palmarès

### Club
- Campionato Paulista: 1

2010

### Nazionale (competizioni minori)
- Campionato mondiale Under-21 2005
- Giochi panamericani 2007
- Coppa America 2007